# Bierbrand
Als Bierbrand oder Eau de vie de bière darf eine Spirituose bezeichnet werden, die ausschließlich durch unmittelbare Destillation von frischem Bier gewonnen wurde. Sie muss so destilliert werden, dass das Destillationserzeugnis die geschmacklichen Merkmale von Bier aufweist und einen Alkoholgehalt von mindestens 38 Vol.-%, jedoch höchstens 86 Vol.-%  beträgt. Es darf weder Alkohol zugesetzt, noch aromatisiert werden. Zuckercouleur zur Anpassung der Farbe darf verwendet werden.
Bierbrand unterscheidet sich vom Whisky durch die Verwendung von Hopfen. Eine Lagerung des Bierbrands in einem Holzfass ist zudem nicht zwingend.